# René Toft Hansen
Pour les articles homonymes, voir Toft Hansen.
René Toft Hansen, né le 1er novembre 1984 à Rybjerg est un handballeur danois jouant au poste de pivot. Son frère cadet, Henrik Toft Hansen, est également handballeur et occupe le même poste de pivot.
Avec l'équipe nationale du Danemark, il a remporté les trois compétitions internationales : Champion d'Europe en 2012 puis Champion olympique en 2016, il devient Champion du monde en 2019 à domicile, même s'il a dû quitter ses compatriotes en cours de compétition à cause d'une blessure.

## Palmarès

### Sélection nationale
Jeux olympiques
- 6e place aux Jeux olympiques de 2012 à Londres,  Royaume-Uni
- Médaille d'or aux Jeux olympiques de 2016 à Rio de Janeiro,  Brésil

Championnats d'Europe
- Médaille d'or au Championnat d'Europe 2012,  Serbie
- Médaille d'argent au Championnat d'Europe 2014,  Danemark
- 4e place au Championnat d'Europe 2018,  Croatie
- 13e place au Championnat d'Europe 2020,  Suède

Championnats du monde
- Médaille d'argent au Championnat du monde 2011,  Suède
- Médaille d'argent au Championnat du monde 2013,  Espagne
- 5e place au Championnat du monde 2015,  Qatar
- 10e place au Championnat du monde 2017,  France
- Médaille d'or au Championnat du monde 2019,  Danemark et  Allemagne

Autres
- Médaille d'or au Championnat du monde junior en 2005
- Médaille d'argent au Championnat d'Europe des moins de 20 ans en 2004
- Médaille de bronze au Championnat d'Europe des moins de 18 ans en 2003

### En clubs
Compétitions nationales
- Vainqueur du Championnat du Danemark (3) : 2009, 2011 et 2012
  - vice-champion en 2007 et 2010
- Vainqueur de la Coupe du Danemark (2) : 2011 et 2012
- Vainqueur du Championnat d'Allemagne (3) : 2013, 2014 et 2015
- Vainqueur de la Coupe d'Allemagne (1) : 2013 et 2017
- Vainqueur de la Supercoupe d'Allemagne (1) : 2012, 2014 et 2015

Compétitions internationales
- Finaliste de la Ligue des champions en 2014

### Distinctions personnelles
- Élu meilleur pivot du Championnat d'Europe 2012[4],[5]
- Élu meilleur pivot du Championnat du Danemark 2011
- Élu meilleur défenseur de la Ligue des champions en 2015